# مات دين
مات دين (بالإنجليزية: Matt Dean)‏ هو سياسي أمريكي، ولد في 15 أبريل 1966 في الولايات المتحدة. حزبياً، نشط في الحزب الجمهوري لمينيسوتا ‏ والحزب الجمهوري. وقد انتخب عضو مجلس نواب مينيسوتا.

## وصلات خارجية
- الموقع الرسمي